# Euptychia dorothea
Euptychia dorothea is een vlinder uit de onderfamilie Satyrinae van de familie Nymphalidae. De wetenschappelijke naam van de soort is voor het eerst geldig gepubliceerd in 1942 door Vladimir Nabokov.